# 1742 Schaifers
Az 1742 Schaifers (ideiglenes jelöléssel 1934 RO) a Naprendszer kisbolygóövében található aszteroida. Karl Wilhelm Reinmuth fedezte fel 1934. szeptember 7-én, Heidelbergben.